# Guarea persistens
Guarea persistens är en tvåhjärtbladig växtart som beskrevs av W.Palacios. Guarea persistens ingår i släktet Guarea och familjen Meliaceae. Inga underarter finns listade i Catalogue of Life.